# Lowry (Dakota del Sud)
Lowry è un comune (town) degli Stati Uniti d'America della contea di Walworth nello Stato del Dakota del Sud. La popolazione era di 6 abitanti al censimento del 2010. La cittadina è sede della Lowry Pilgrim Community Church, del Swan Creek Harness Shop, del J & C Repair, del Karst Service (chiuso nell'agosto 2015) e una caserma dei pompieri. Lowry possiede anche una scuola abbandonata e un ufficio postale, che interruppe il servizio nei primi anni 1970.
Con il fiume Missouri e il lago Swan a poche miglia di distanza, e l'habitat primario per tutti i tipi di selvaggina, Lowry è una destinazione per molti cacciatori e pescatori tutto l'anno. Cervi mulo, cervi dalla coda bianca, antilopi, fagiani, urogalli, anatre e oche sono comunemente cacciati nell'area.
Lowry venne fondata nel 1907 come fermata su un ramo della linea ferroviaria della Minneapolis and St. Louis Railway costruita nello stesso anno tra Conde e LeBeau. La cittadina deve il suo nome in onore di un dipendente della ferrovia. Il servizio ferroviario a Lowry fu interrotto nel 1940.

## Geografia fisica
Lowry è situata a 45°18′59″N 99°59′02″W (45.316348, -99.983763).
Secondo lo United States Census Bureau, la città ha una superficie totale di 0,66 km², dei quali 0,66 km² di territorio e 0 km² di acque interne (0% del totale).
A Lowry è stato assegnato lo ZIP code 57472 e lo FIPS place code 39260.

## Società

### Evoluzione demografica
Secondo il censimento del 2010, la popolazione era di 6 abitanti.

### Etnie e minoranze straniere
Secondo il censimento del 2010, la composizione etnica della città era formata dall'83,33% di bianchi, lo 0% di afroamericani, il 16,67% di nativi americani, lo 0% di asiatici, lo 0% di oceanici, lo 0% di altre razze, e lo 0% di due o più etnie. Ispanici o latinos di qualunque razza erano lo 0% della popolazione.